# CodeWorker
CodeWorker је програмски језик за скриптовање који производи системе који се могу више пута користити, тејлор, развијајуће и поуздане ИТ системе са високим нивоом аутоматизације. Проширена синтакса BNF омогућује дефинисање нових језика специфичних за домен или парсирање постојећих формата. Синтакса заснована на умецима (као код програмских језика PHP и JSP омогућава заштићене просторе од ручног уношења кôда и нуди разјашњење кôда, превођења из једног изворног кода у други изворни код, као и трансформацију програма. Ови послови се извршавају у равно-напред процесу без качења на друге програмске језике и без потребе за превођење у конструкциони формат.